# Pastora Imperio
Pastora Imperio, nombre artístico de Pastora Rojas Monge (Sevilla, 13 de abril de 1885<1892 – Madrid, 14 de septiembre de 1979), fue una bailaora gitana española, una de las figuras más representativas del folclore flamenco.

## Biografía
El año de su fecha de nacimiento es disputada. En el programa de RTVE La gente quiere saber, emitido en 1973, con la propia artista presente en el plató, se da como fecha de su llegada a este mundo el 19 de abril de 1892. José Luis Navarro García la cita el 13 de abril de 1885, mientras que la biografía de María Estévez y Héctor Dona el 13 de abril de 1887, VIAF también nombra ese año así como 1888 y 1889 como posibles años de nacimiento. Su nacimiento fue sin duda en Sevilla, en el barrio de la Alfalfa. Hija de la bailaora gaditana Rosario Monge Monge, la Mejorana, y su segundo marido, el sastre de grandes toreros, Víctor José Rojas Teresa "Vito"; fue hermana del guitarrista del mismo nombre, Víctor Rojas Monge "Rojitas" (llamado familiarmente Vito). En 1900 comenzó su carrera artística y dos años más tarde ya era conocida como Pastora Monge. Posteriormente sería conocida como Pastora Rojas y finalmente como Pastora Imperio, nombre con el que se le conoce, debido al dúo que formó con Margarita la Retoña bajo el nombre de Hermanas Imperio. El origen de su nombre artístico puede deberse también a la famosa frase de Jacinto Benavente: «Esta Pastora vale un imperio». Pastora Imperio sobresalió, por su amplio y completo repertorio, como una de las mejores artistas de la época.

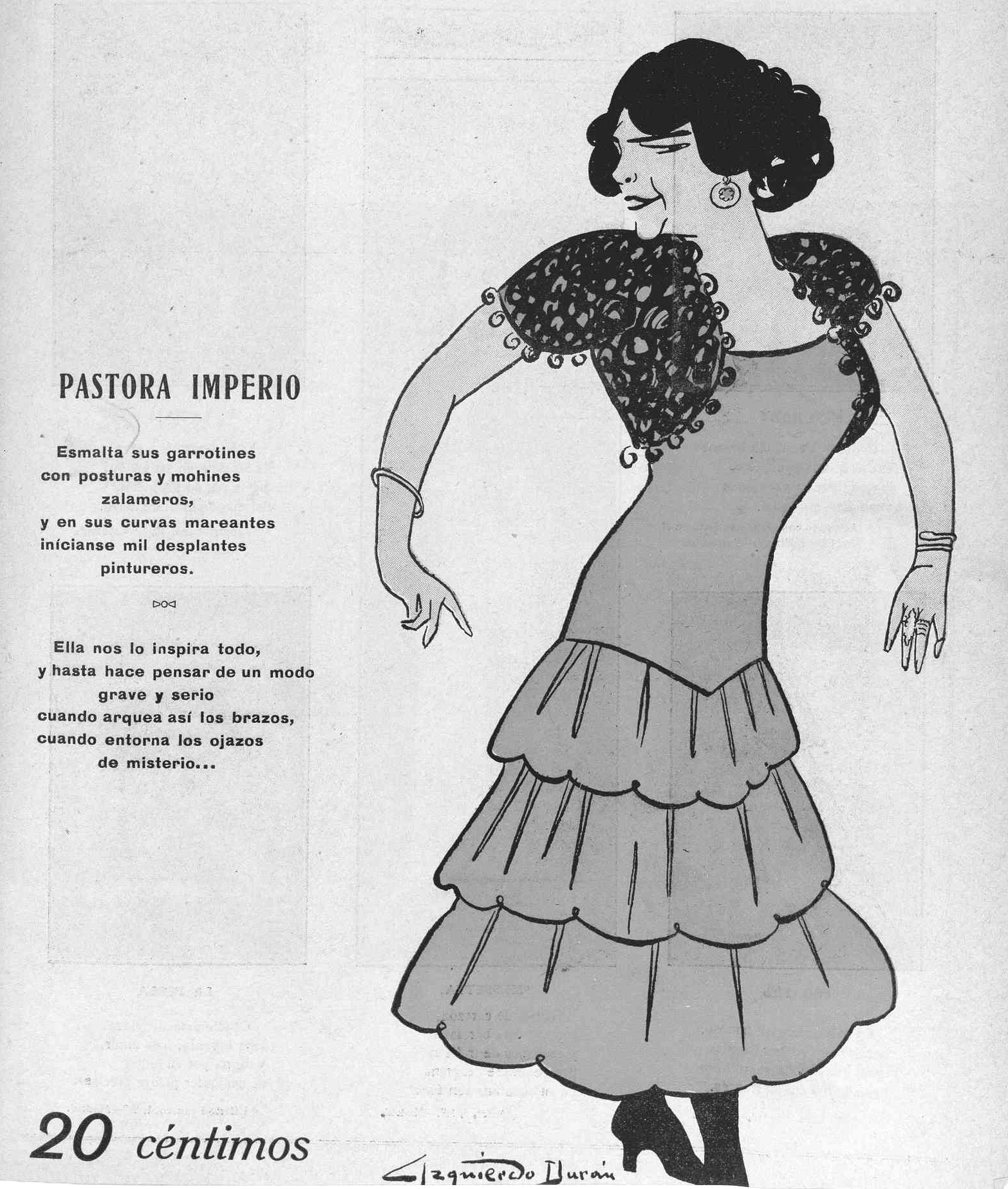
Caricatura de Pastora Imperio en la revista Madrid Cómico (1912)

Debido a su inconfundible personalidad, admirada por su público, también se ganó la admiración del mundo intelectual y artístico de la época. Se convirtió en musa de pintores, poetas y otros artistas, como por ejemplo Romero de Torres, quien pintó su retrato, o Benlliure, que se inspiró en su figura para crear una de sus esculturas. Escribieron sobre ella literatos de la talla de Ramón Díaz Mirete, Ramón Pérez de Ayala, Tomás Borrás o los hermanos Álvarez Quintero, entre otros. Todos ellos destacaron sus cualidades y la alabaron como una gran artista. Recibió muchos galardones por su carrera artística entre los que destaca el Lazo de Dama de la Orden de Isabel la Católica y la primera medalla de oro de la Segunda Semana de Estudios Flamencos, celebrada en Málaga en 1964. Además fue amiga de la propia reina Victoria Eugenia y tenía una foto dedicada de Alfonso XIII.
Contrajo matrimonio con el famoso matador de toros de la época Rafael Gómez, el Gallo, —cuyo enlace tuvo lugar el 20 de febrero de 1911 en la iglesia de San Sebastián de Madrid—, aunque se separó menos de un año después y presentó una demanda de divorcio, que le fue concedido en 1934. Su marido dio apellido a su hija Rosario Gómez Rojas, nacida en 1920, y que en realidad era hija de Fernando de Borbón y Madán, duque de Dúrcal, primo de Alfonso XIII. Rosario se casó en 1937 con Rafael Vega de los Reyes, Gitanillo de Triana, y le dieron cinco nietos: Curro, Carmen, Pastora, Rafael y Charo.

## Trayectoria profesional
El garrotín y las soleares fueron los palos flamencos que Pastora Imperio interpretó más durante su carrera profesional. Su estilo de mover los brazos y manos, con suaves giros y trazos redondeados pasó a la historia como paradigma del buen braceo flamenco, por lo que destacó sobre todo como bailaora. Pastora Imperio puso además de moda la bata de cola como atuendo típico de este baile.

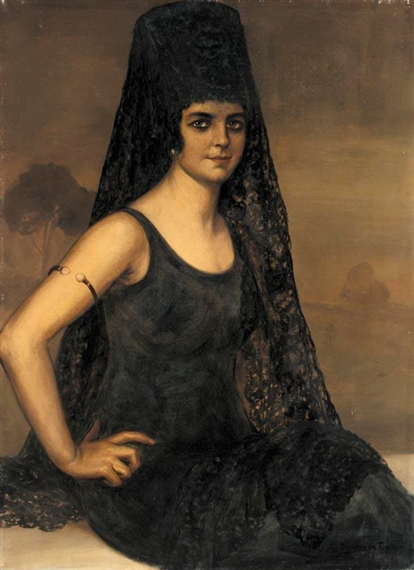
Pastora Imperio, por Julio Romero de Torres (1913)

Alrededor de 1905, ocupó un puesto entre las estrellas del género de la zarzuela, como compañera de La Fornarina, La Bella Chelito y Amalia Molina. En 1912 actuó en el Teatro Romea y en el Teatro La Latina. En 1914 viajó a París y a continuación cruzó el Atlántico actuando en Cuba, Argentina y México, entre otros países americanos.
Se consagró definitivamente al actuar como primera figura en el estreno de El amor brujo, de Manuel de Falla, el 15 de abril de 1915 en el Teatro Lara de Madrid, y todo gracias a Jacinto Benavente, quien contacto con Manuel de Falla. El 20 de junio de 1917 actúa ante los reyes de España con motivo de una fiesta a favor de la Cruz Roja.
Tras un tiempo de oscuridad, Pastora Imperio vuelve a los escenarios en 1934. Reaparece en el Coliseum de Madrid interpretando el pasodoble Retrato lírico, obra de Álvaro Retana y José Casanova para la ocasión. En este mismo lugar se estrenó también otra versión de El amor brujo en el Teatro Español, en la que también pudimos ver las caras de grandes artistas como La Argentina, Vicente Escudero y Miguel de Molina. La nieta de Carmen, El color de mis ojos y el pasodoble ¡Viva Madrid! fueron otras de las maravillosas creaciones que Pastora Imperio interpretó, haciéndolas parte de su propia cosecha.
Durante el periodo que transcurre entre 1942 y 1954, excepcionando una breve colaboración con la bailaora Pilar López en el año 1946, regentó la venta La Capitana, un lugar frecuentado por diversos artistas y que era propiedad del torero Gitanillo de Triana. En 1957 participó en el estreno de Dónde vas Alfonso XII, de Luca de Tena, en el Teatro Lara, y en 1958 se integró también en un espectáculo de Luis Escobar titulado Te espero en Eslava.
Se retiró definitivamente en 1959, después de una serie de actuaciones en Barcelona. Una vez retirada, fundó en Madrid, junto con su yerno, el tablao El Duende, y en 1964 abrió otro en Marbella (Málaga), Los Monteros.
Participó en varias películas a lo largo de su carrera: La danza fatal (1914); La reina de una raza (1917); María de la O (1936); La marquesona (1940); Canelita en rama (1943); El amor brujo (1949); Pan, amor y... Andalucía (1958); y Duelo en la cañada (1959).

## Fallecimiento

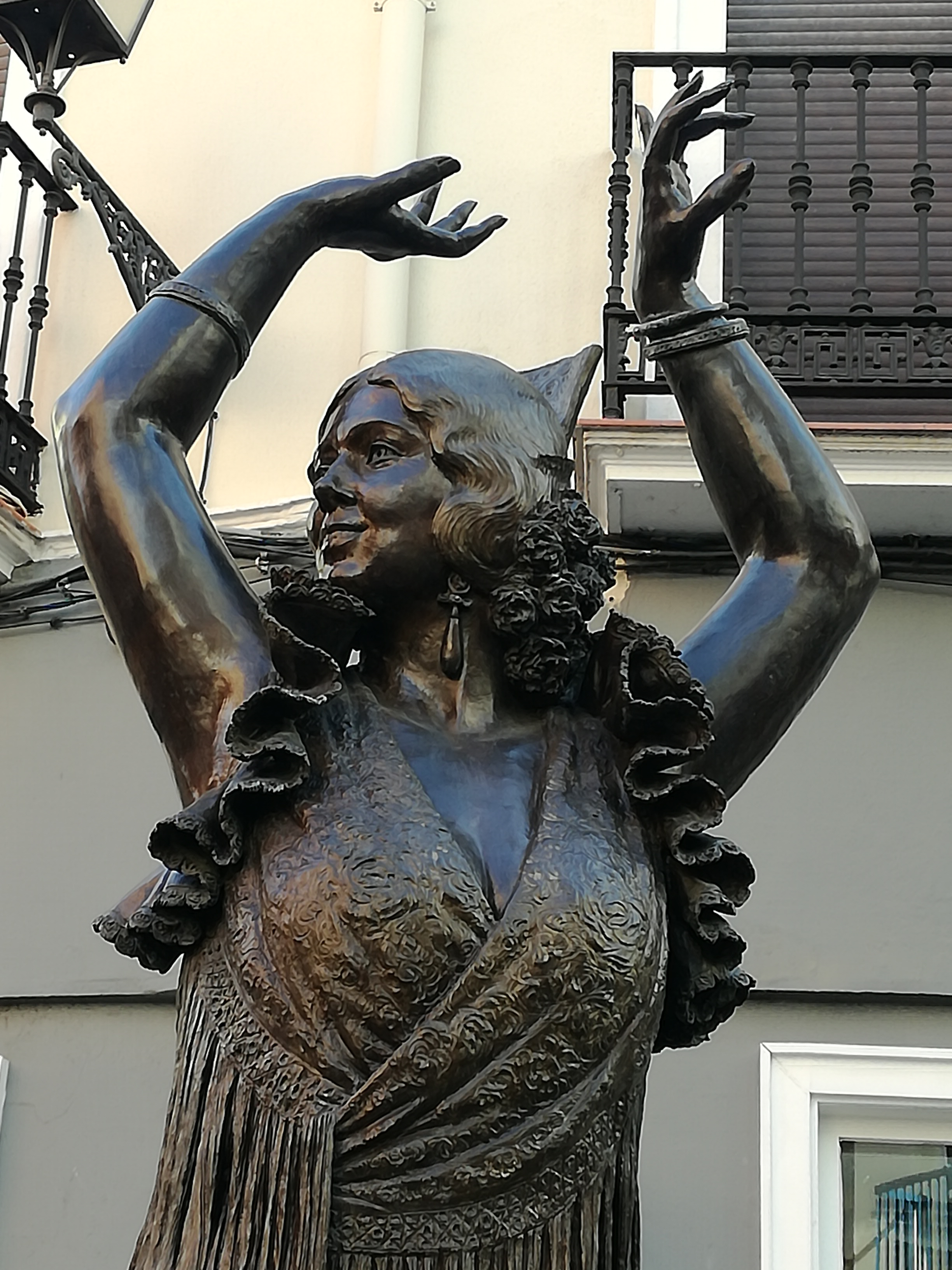
Monumento dedicado a Pastora Imperio en Sevilla

Pastora Imperio murió en Madrid el 14 de septiembre de 1979. Fue abuela de Charo Vega, personaje mediático en España; y bisabuela de la actriz española Pastora Vega.
La duquesa de Alba financió un monumento en su honor que se inauguró en 2006 en Sevilla, su tierra natal. La escultura que representa a la artista bailando con los brazos al aire fue obra del imaginero Luis Álvarez Duarte y está situado en el cruce de las céntricas calles sevillanas Velázquez y O'Donnell. Durante el acto de inauguración del monumento, sus familiares agradecieron emocionados el emplazamiento escogido para ubicar el monumento ya que desde allí «Pastora podría ver cada año pasar al Gran Poder».

## Filmografía
- La danza fatal (1915).
- Gitana cañí (1917).
- María de la O (1936).
- La marquesona (1939).
- Canelita en rama (1943).
- El amor brujo (1949).
- Estoy taan enamorada (1954).
- Pan, amor y... Andalucía (1958).
- Duelo en la cañada (1959).